# Curraize
La Curraize est une rivière du département de la Loire, dans la région Auvergne-Rhône-Alpes et un affluent de la Mare, donc un sous-affluent du fleuve la Loire.

## Géographie
De 21,8 kilomètres de longueur, la Curraize prend sa source dans les Grands Bois, sur la commune de Verrières-en-Forez, à l'altitude 1098 mètres, près du lieu-dit Fourchany. Certains trouvent la source sur la commune de Chazelles-sur-Lavieu à l'altitude 1100 mètres.
Elle conflue sur la commune de Précieux, à 358 mètres d'altitude, entre les lieux-dits le Charmat et Azieux. Le bassin versant est de 109 km2.
Le canal du Forez croise la Curraize par un pont-canal, sur la commune de Saint-Romain-le-Puy au lieu-dit « le Côté des Tourettes »45° 34′ 48,6″ N, 4° 06′ 59,31″ E.

### Communes et cantons traversés
Dans le seul département de la Loire, la Curraize traverse neuf communes et trois cantons :
- dans le sens amont vers aval : Verrières-en-Forez (source), Chazelles-sur-Lavieu, Lavieu, Margerie-Chantagret, Lézigneux, Saint-Georges-Haute-Ville, Saint-Thomas-la-Garde, Saint-Romain-le-Puy, Précieux (confluence).

Soit en termes de cantons, la Curraize prend source dans le canton de Montbrison, traverse le canton de Saint-Jean-Soleymieux, canton de Saint-Just-Saint-Rambert et conflue sur le même canton que la source le canton de Montbrison, dans l'arrondissement de Montbrison.

### Bassin versant
La Curraize traverse les deux zones hydrographiques « La Mare de sa source à la Curraize (nc) » (K064) et « La Mare de la Curraize (c) à la Loire & la Loire entre Mare & Coise (nc) » (K065),,. 

### Organisme gestionnaire
L'organisme gestionnaire est « Loire Forez agglomération ».

## Affluents
La Curraize a sept affluents référencés :
- le Ris de la Pierre (rd[note 3])) 1 km sur les deux communes de Chazelles-sur-Lavieu et Verrières-en-Forez.
- le ruisseau de Fridière (rd) 1,5 km sur les deux communes de Chazelles-sur-Lavieu et Lavieu.
- les Bessets (rd) 2,5 km sur les trois communes de Margerie-Chantagret, Chazelles-sur-Lavieu et Lavieu avec un affluent :
  -  ??? (rd) 0,6 km sur les deux communes de Margerie-Chantagret, et Lavieu.
- la Goutte de la Côte (rg) 2,5 km sur Lavieu et Lézigneux.
- Géoportail ajoute : le ruisseau de Buchane (rd) 1,3 km sur la seule commune de Margerie-Chantagret.
- le ruisseau le Malval (rd) 1,6 km sur Margerie-Chantagret et Saint-Georges-Haute-Ville.
- le ruisseau la Vidrésonne (rg) 13 km sur les trois communes de Lézigneux, Saint-Georges-Haute-Ville, et Verrières-en-Forez, avec un affluent :
  - le ruisseau du Gaud (rd) 2,9 km sur Lézigneux avec deux affluents :
    -  ??? 0,7 km (rd) sur Lézigneux.
    -  ??? 0,5 km (rd) sur Lézigneux.
- Géoportail ajoute en rive droite : ??? 5,1 km sur les deux communes de Saint-Georges-Haute-Ville, Saint-Romain-le-Puy.
- le canal du Forez 49,1 km.

### Rang de Strahler
Le rang de Strahler est donc de quatre par la Vidrésonne et le ruisseau du Gaud.

## Hydrologie
Son régime hydrologique est dit pluvial.

## Aménagements et écologie
Une station de traitement des eaux existe à Lavieu, Précieux et deux stations de pompage sur Saint-Thomas-la-Garde, Saint-Georges-Haute-Ville, près du lieu-dit les Salles-Basses.

### Écologie

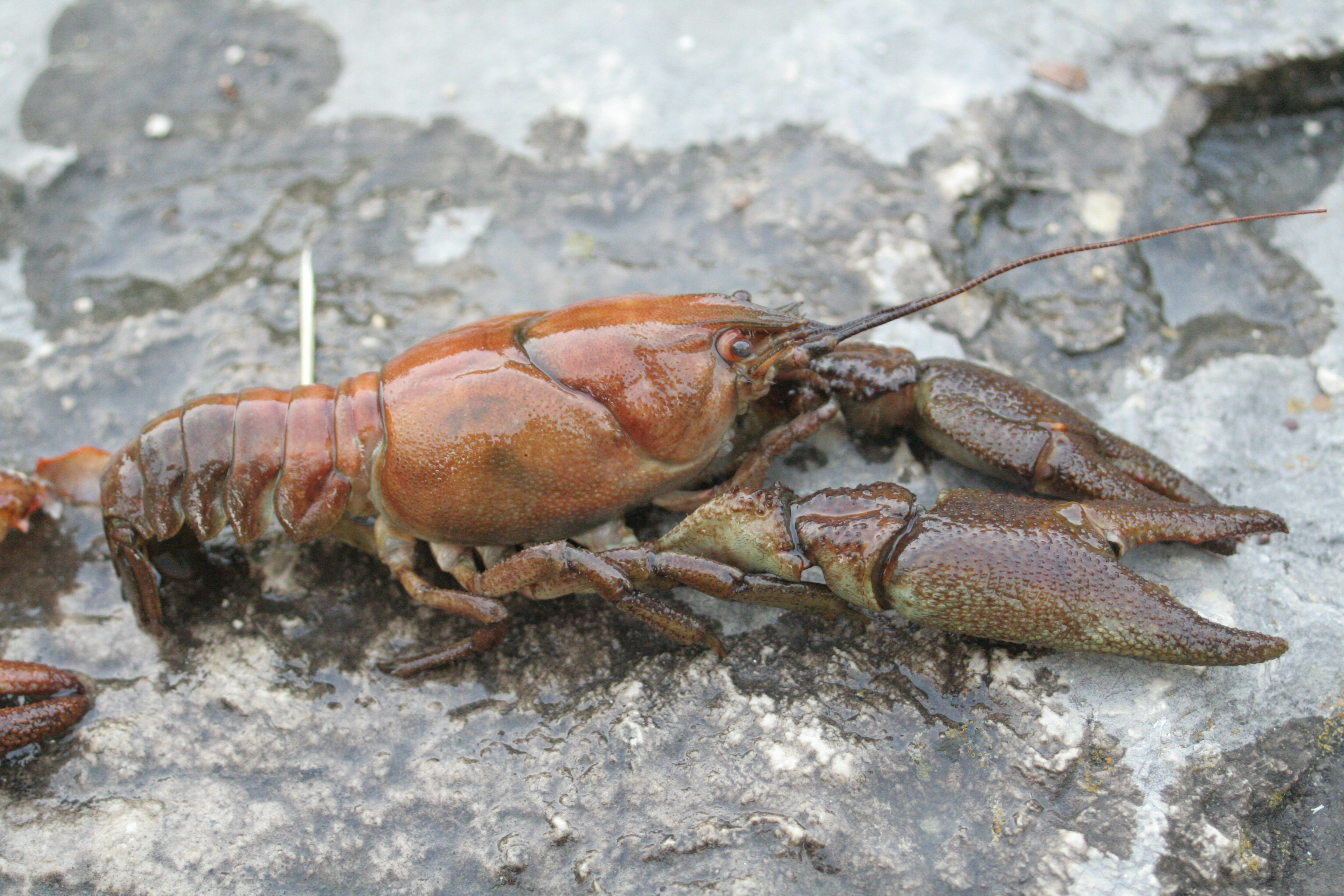
l'écrevisse à pattes blanches

La Curraize fait l'objet d'un classement en zone ZNIEFF de type I pour une superficie de 124,4 hectares avec en particulier le grimpereau des bois, le tarin des aulnes, et l'écrevisse à pattes blanches.